# Bronze Records
Pour les articles homonymes, voir Bronze (homonymie).
Bronze Records est un label discographique britannique, anciennement basé à Londres, actif entre 1971 et 1986. Le label est fondé par Gerry Bron sur Oxford Street à Londres, et se délocalisera plus tard à Chalk Farm.

## Histoire
Bron avait produit Uriah Heep pour Vertigo Records, et il crée le nouveau label pour les futurs albums d'Uriah Heep, avec Juicy Lucy, Richard Barnes, Eastern Alliance et Colosseum. Parmi les autres groupes qui ont suivi, citons Gene Pitney, Osibisa, Paladin, Goldie, Manfred Mann's Earth Band (un autre réfugié de Vertigo), The Real Kids, Andy Mackay de Roxy Music, Sally Oldfield, Motörhead, Angel Witch, The Damned, Girlschool, Bronz et Hawkwind.
Iain Clark, alors batteur d'Uriah Heep, remporte un prix de 25 livres sterling pour avoir trouvé le nom de la maison de disques.
La fabrication et la distribution se font d'abord par l'intermédiaire d'Island Records, avant de passer à EMI en 1977, puis à Polydor en 1980. En 1986, en raison de difficultés financières, le label ferme ses portes et son catalogue est vendu à Legacy Records de Ray Richards. Il passe ensuite aux mains de Castle Communications, puis de Sanctuary Records, contrôlé par la nouvelle incarnation de BMG.

## Groupes et artistes
- Colosseum
- Girlschool
- Hawkwind
- Manfred Mann
- Motörhead
- Sally Oldfield
- The Damned
- The Real Kids
- Uriah Heep